# Metträsket (Älvsby socken, Norrbotten, 730089-174158)
Metträsket är en sjö i Älvsbyns kommun i Norrbotten och ingår i Piteälvens huvudavrinningsområde. Sjön har en area på 0,182 kvadratkilometer och ligger 106,9 meter över havet.

## Delavrinningsområde
Metträsket ingår i det delavrinningsområde (729729-173866) som SMHI kallar för Ovan VDRID = Korsträskbäcken i Piteälvens vattend*. Medelhöjden är 92 meter över havet och ytan är 50,31 kvadratkilometer. Räknas de 793 avrinningsområdena uppströms in blir den ackumulerade arean 10 610 kvadratkilometer. Avrinningsområdets utflöde Piteälven mynnar i havet. Avrinningsområdet består mestadels av skog (78 procent). Avrinningsområdet har 1,88 kvadratkilometer vattenytor vilket ger det en sjöprocent på 3,7 procent. Bebyggelsen i området täcker en yta av 0,88 kvadratkilometer eller 2 procent av avrinningsområdet.